# Lonicera utahensis
Lonicera utahensis är en kaprifolväxtart som beskrevs av S. Wats. Lonicera utahensis ingår i släktet tryar, och familjen kaprifolväxter. Inga underarter finns listade i Catalogue of Life.

## Bildgalleri

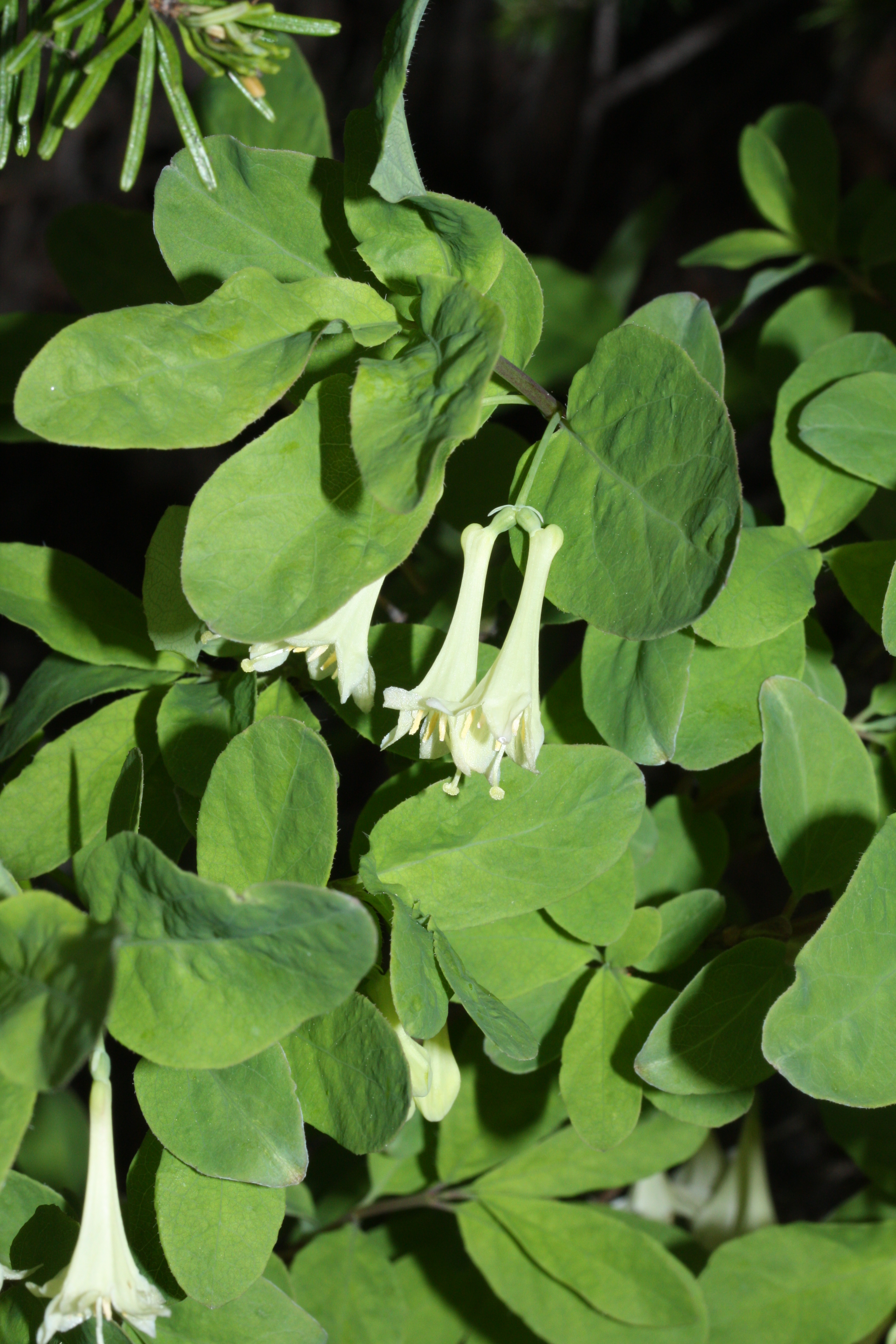
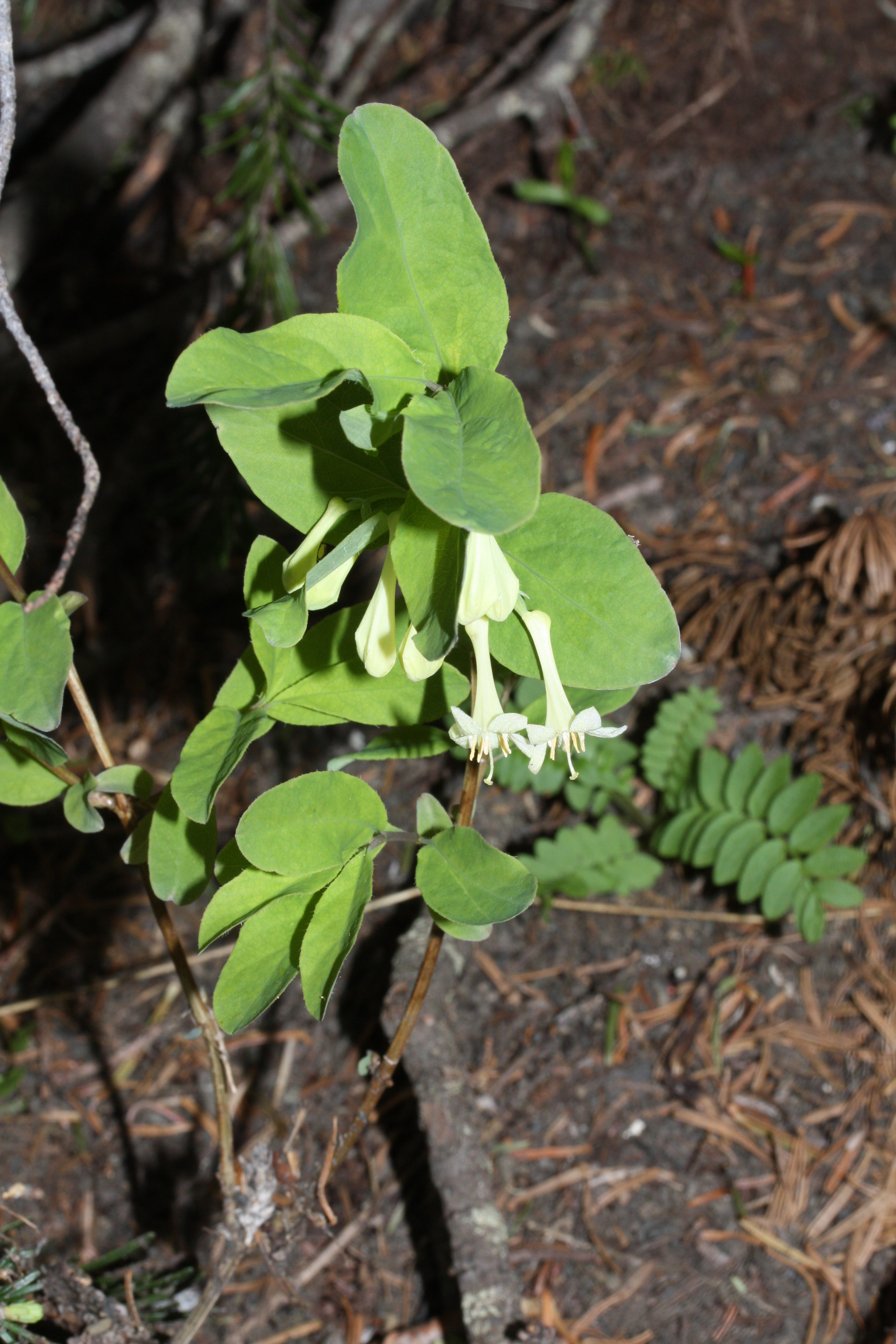
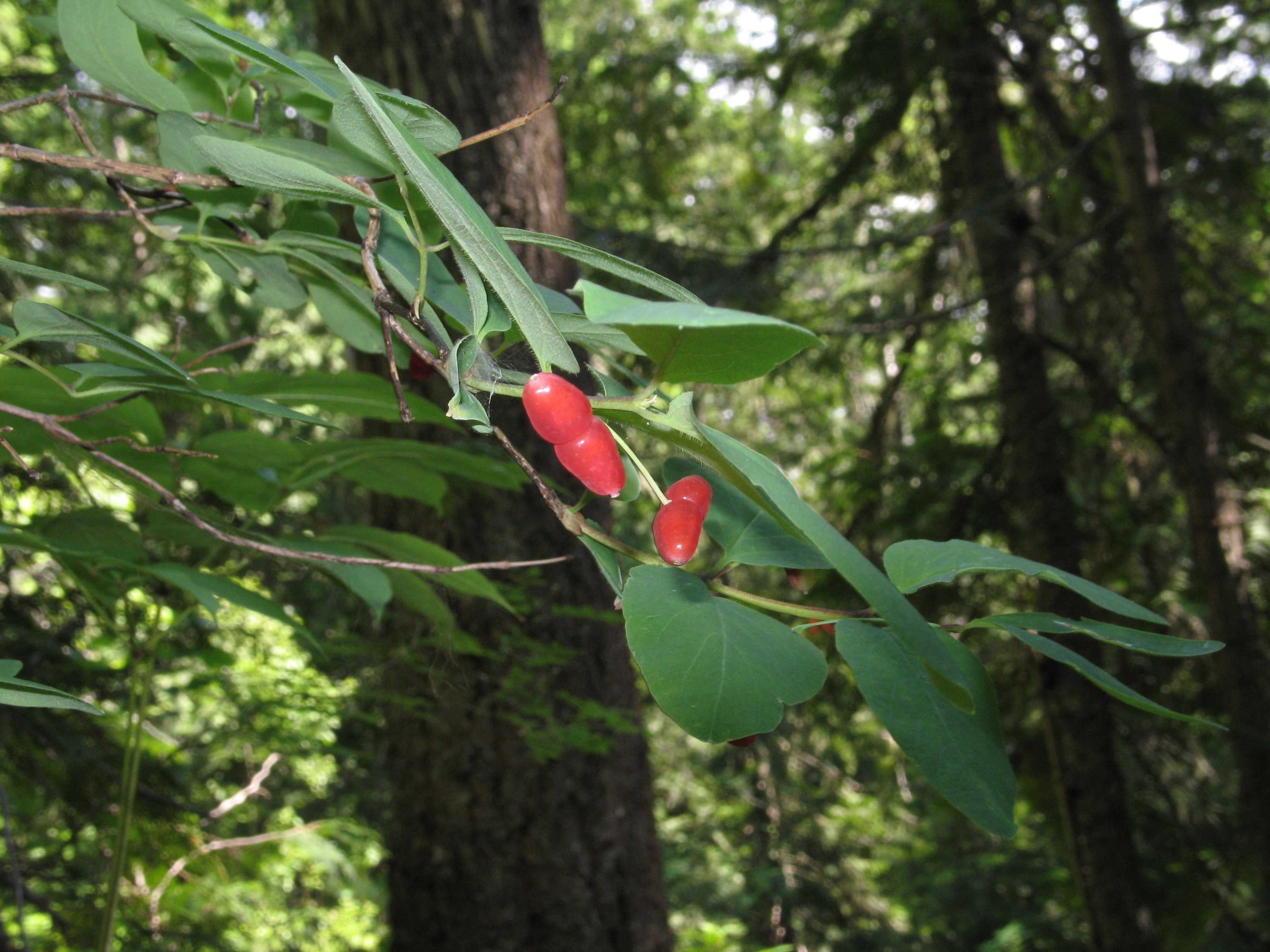